# 무함마드 빈 살만 알사우드
무함마드 빈 살만 알사우드(아랍어: محمد بن سلمان بن عبد العزيز آل سعود 무함마드 빈 살만 알사우드[*], 1985년 8월 31일 ~ ) 혹은 영미권에서 앞철자를 딴 이니셜 MBS 혹은 MbS는 사우디아라비아의 사우디아라비아의 왕태자이자 총리이다. 또한 경제개발문제위원회와 정치안보문제위원회의 의장도 겸하고 있다. 무함마드는 총리도 임명되기도 전에 사우디아라비아의 사실상의 통치자로 주목받아왔다. 2015년부터 2022년까진 사우디아라비아의 국방부 장관이었다. 무함마드 빈 살만은 살만 국왕의 7남이다.

## 생애

### 어린 시절
무함마드 빈 살만은 1985년 8월 31일 사우디아라비아의 수도인 리야드에서 살만 빈 압둘아지즈 알사우드 당시 왕태자와 3번째 부인인 파흐다 빈트 팔라흐 알히틀라인 사이 자녀 6명 중 장남으로 태어났다. 킹 사우드 대학에서 법학 학위를 수료한 무함마드는 아버지의 조언가로 일했다.

### 사우디아라비아의 왕태자
아버지 살만 빈 압둘아지즈 알사우드가 국왕에 추대되자 2015년 1월 무함마드는 국방부 장관에 임명되었고 2015년 4월에는 부왕태자의 역할도 물려받았다. 2017년 6월 21일에는 살만 국왕의 조카인 무하마드 빈 나예프를 대신에 새롭게 왕태자에 책봉되었다. 2022년에는 살만 국왕이 무함마드를 총리직에 임명했다.
무함마드는 권위주의적인 사우디아라비아 정권을 통치하고 있다. 사우디아라비아는 민주적인 제도가 없으며 국민을 억압하는 여러 요소가 존재한다. 이슬람 학자, 인권 운동가, 여성 인권 운동가, 저널리스트, 정권의 전 내부 인사, 이슬람주의자, 기타 반체제 정치 인사를 고문, 감금, 살인하는 등 여러 전술을 통해 조직적으로 억압하고 있다. 또한 무함마드는 호랑이 분대(파르카트 알네므르)로 알려진 암살단을 두어 초법적 살인을 자행하고 있다는 혐의도 받고 있다. 예를 들어 지속적으로 사우디아라비아 정부를 비판해 온 사우디아라비아 워싱턴 포스트지의 칼럼리스트인 자말 카슈끄지를 암살한 사건에 큰 관련이 있다는 의혹이 있지만 정부는 이를 부정하고 있다. 또한 예멘의 기근과 인도주의 위기를 부추긴 사우디아라비아의 예멘 폭격 작전의 배후에도 있다는 혐의가 있다. 사우디아라비아 정부의 페미니즘 운동 탄압을 지시하기도 했다. 그 외에도 2017년 카타르 외교 위기, 레바논 총리 사드 하리리의 불법 구금 사태, 캐나다와의 외교 분쟁, 사우디 왕조의 왕자와 억만장자 체포, 2019년 아마존의 회장인 제프 베이조스의 핸드폰이 해킹되는 사건 등등 여러 사건과 연관되어 있으며 2020년에는 사촌이자 경쟁자인 무함마드 빈 나예프를 반역죄로 기소하기도 했다.
무함마드 빈 살만은 국제적으로, 그리고 왕국 내에서 정권 이미지를 쇄신하기 위해 여러 개혁도 추진했다. 여기에는 종교경찰부 관련 권한을 제한하고 2018년 여성의 운전면허 취득 금지 조치를 해제하고 2019년 남성후견인 제도를 약화시키는 조치를 시행하는 등 사우디아라비아의 여성 인권을 증진하는 정책을 취했다. 또한 사우디아라비아 내에서 최초의 여성 가수의 공개 콘서트 개최, 처음으로 여성의 입장을 받는 사우디아라비아 내 스포츠 경기장의 등장, 노동계에서 여성 비율 증가, 전자상거래 시스템 도입과 인터넷을 통한 외국인 비자 신청 및 발급 허용 등을 통해 해외 관광객에게 국가를 개방하는 등 여러 문화적 발전도 나타났다. 또한 무함마드는 사우디 2030 비전 계획을 통해 기술과 관광업을 포함해 다양한 비석유 계열 산업 투자를 통해 국가 경제의 다각화를 도모하고 있다.